# Nowsāleh
Nowsāleh (persiska: نوساله) är en ort i Iran.   Den ligger i provinsen Östazarbaijan, i den nordvästra delen av landet, 400 km nordväst om huvudstaden Teheran. Nowsāleh ligger 1 996 meter över havet och antalet invånare är 216.
Terrängen runt Nowsāleh är kuperad.Runt Nowsāleh är det ganska glesbefolkat, med 43 invånare per kvadratkilometer. Närmaste större samhälle är Tīkmeh Dāsh, 6,5 km väster om Nowsāleh. Trakten runt Nowsāleh består i huvudsak av gräsmarker.